# Ptychadena schillukorum
Ptychadena schillukorum (tên tiếng Anh: Schilluk Ridged Frog) là một loài ếch trong họ Ptychadenidae.
Loài này có ở Angola, Burkina Faso, Cameroon, Cộng hòa Dân chủ Congo, Ai Cập, Eritrea, Ethiopia, Ghana, Kenya, Malawi, Mozambique, Senegal, Somalia, Sudan, và Tanzania.
Các môi trường sống tự nhiên của chúng là xavan khô, xavan ẩm, vùng đất có cây bụi nhiệt đới hoặc cận nhiệt đới, đồng cỏ khô nhiệt đới hoặc cận nhiệt đới vùng đất thấp, đồng cỏ nhiệt đới hoặc cận nhiệt đới vùng ngập nước hoặc lụt theo mùa, sông, hồ nước ngọt, đầm nước ngọt, đầm nước ngọt có nước theo mùa, đất canh tác, ao, đất nông nghiệp có lụt theo mùa, và kênh đào và mương rãnh.